# DJ Arana
Guilherme dos Santos Galdino (Itaquaquecetuba, 7 de outubro de 2005), mais conhecido pelo nome artístico DJ Arana, é um produtor e DJ brasileiro. Tornou-se famoso com a faixa Montagem Anos 2000, que atingiu a 18ª posição entre as mais ouvidas no Billboard Brasil Hot 100.
Seu nome artístico é uma homenagem ao lateral Guilherme Arana, ex-jogador do Corinthians, clube do qual o músico é torcedor. É um dos expoentes do funk bruxaria, que leva um estilo inspirado pela atmosfera de filmes de horror.

## Carreira
DJ Arana iniciou sua carreira produzindo músicas pelo celular em 2016. Antes disso, o jovem tentou seguir carreira como jogador de futebol, gamer e dançarino. Atualmente, o artista faz cerca de 60 shows por mês.
Em 2023, lançou a música "Montagem Anos 2000", que leva um sample da canção My Humps, do Black Eyed Peas. O lançamento entrou na Brasil Hot 100, a principal parada de sucessos do país, passando de 30 milhões de visualizações no Spotify. Em 2024, dois de seus singles - É Só Um Lance Lero Lero e Forte Forte de Lacoste - receberam certificado de disco de diamante.

## Discografia

### EP
- Carreira Solo (2022)[6]

## Prêmios e indicações
| Ano  | Prêmio            | Categoria       | Resultado | Ref.   |
| ---- | ----------------- | --------------- | --------- | ------ |
| 2022 | Prêmio Sobre Funk | Melhor DJ       | Indicado  | [ 11 ] |
| 2022 | Prêmio Sobre Funk | Melhor Mandelão | Indicado  | [ 11 ] |
| 2023 | Prêmio Sobre Funk | Melhor DJ       | Venceu    | [ 2 ]  |